# حزقيال كارلوس أرياس أكوستا
حزقيال كارلوس أرياس أكوستا (بالإسبانية: Juan Carlos Arias Acosta)‏ هو دراج كولومبي، ولد في 3 ديسمبر 1964 في بيريرا في كولومبيا.

## وصلات خارجية
- حزقيال كارلوس أرياس أكوستا على موقع أرشيف الدراجات (الإنجليزية)
- حزقيال كارلوس أرياس أكوستا على موقع إحصائيات الدراجات الإحترافية (الإنجليزية)
- حزقيال كارلوس أرياس أكوستا على موقع أوليمبيديا (الإنجليزية)